# Noma Shōichi
Noma Shōichi (japanisch 野間 省一 Noma Shōichi, geboren als Takagi Shōichi 高木 省一 Takagi Shōichi; 9. April 1911 in Shizuoka; gestorben 10. August 1984) war ein japanischer Verleger. Er war der 4. Präsident des Kōdansha-Verlages.

## Leben und Werk
Noma Shōichi machte 1934 seinen Abschluss an der Juristischen Fakultät der Universität Tokio. Er trat dann ein in die Südmandschurische Eisenbahn-Aktiengesellschaft und arbeitete anderthalb Jahre später in Harbin. 1941 heiratete Noma die Witwe des 1938 früh verstorbenen Sohns Noma Sae (野間 恒) des Firmengründers Noma Seiji. Er nahm – in Japan nicht unüblich, um eine Linie fortzuführen – deren Familiennamen an und begann für den Verlag Kōdansha zu arbeiten. In den frühen Jahren des Pazifikkriegs forderten die Vereinigung der Japanischen Verlage (日本書籍出版協会, Nihon shoseki shuppan kyōkai) und andere, die Rolle Nomas und Kōdanshas bei der Unterstützung des Krieges müsse untersucht werden.
Noma, der 1945 Präsident der Kōdansha wurde, musste er auf Anordnung der Besatzungsmächte alle öffentlichen Ämter aufgeben. Als er 1949 rehabilitiert worden war, fand er den Verlag in schlechtem Zustand vor. Es gelang ihm aber, durch Modernisierung und Reduzierung des Programms den Verlag wieder zum Erfolg zu führen.
Unter Nomas Leitung begann der Verlag mit Gründung von Kōdansha International im Jahr 1963 auch auf internationaler Ebene zu produzieren. Bis zu seinem Eintritt in den Ruhestand 1981 spielte er eine wichtige Rolle, die Bedeutung von Kōdansha als einer der größten Verlage Japans aufrechtzuerhalten. Zur Förderung von Autoren wurden vom Verlag der Noma-Literaturpreis, der Yoshikawa-Eiji-Literaturpreis für neue Autoren (吉川英治文学新人賞 Yoshikawa Eiji bungaku shinjin-shō) und ein Kulturpreis eingerichtet. 
Noma war Vorsitzender der Vereinigung der Japanischen Verlage und stellvertretender Vorsitzender des asiatischen Kulturzentrums der UNESCO.
Begraben wurde Noma auf der Begräbnisstätte der Familie Noma am Tempel Gokoku-ji in Tokio.

## Auszeichnungen
- 1974 Internationaler Buchpreis der UNESCO (ユネスコの国際図書賞)
- 1981 Ritter des Gregoriusordens (ローマ教皇庁大聖グレゴリオ勲章騎士団章)
- 1881 Kommandeur des Orden von Oranien-Nassau (オランダ政府オレンジナソー勲章コマンダー章)
- 1981 Großkreuz des Brasilianischen Ordens für Wissenschaft (ブラジル賞勲局総合学術協会グランクルス大綬章)
- 1983 Orden des Heiligen Schatzes (Japan) 1. Klasse (勲一等瑞宝章)
- 1984 UNESCO Silbermedaille (ユネスコ銀メダル)